# Ophiorrhiza govidjoensis
Ophiorrhiza govidjoensis är en måreväxtart som beskrevs av Theodoric Valeton. Ophiorrhiza govidjoensis ingår i släktet Ophiorrhiza och familjen måreväxter. Inga underarter finns listade i Catalogue of Life.